# Ilya Mikhailovitch Rassolov
|  |

Ilya Mikhailovitch Rassolov  (russe : Рассолов Илья Михайлович) est né le 25 février 1975 à Moscou est un scientifique russe, juriste, écrivain, personnalité publique, spécialiste en droit de l'information, théorie du droit et gestion, docteur en droit, professeur.
Membre de l'Union des écrivains de Moscou. Il a collaboré avec plusieurs organisations publiques et a animé des programmes d'auteur à la radio.
Auteur d'un nouveau concept de droit de l'Internet pour la science juridique russe (défini largement comme le droit du cyberespace).
Il possède un certain nombre de travaux scientifiques sur le droit numérique, le droit du cyberespace, l'intelligence artificielle, le droit civil, le droit commercial, la sécurité de l'information, et le génome,.

## Biographie
Il est diplômé de l'Académie d'État de droit de Moscou en 1997 avec un diplôme en jurisprudence.
En 2009, il a soutenu sa thèse de doctorat sur le sujet : « Droit et Internet : questions théoriques ».
De 2004 à 2009, il a collaboré avec plusieurs stations de radio russes et était l'auteur de programmes radio hebdomadaires sur l'éducation juridique.

## Activités de recherche scientifique et d'enseignement
Ilya Rassolov est professeur dans plusieurs universités russes et européennes.
De 2009 à 2024, il a été responsable du Département de droit de l'information dans plusieurs universités russes,,,.
Il a développé et mis en œuvre un certain nombre de disciplines académiques dans le processus éducatif, y compris « Droit de l'Internet », « Questions juridiques de la cybersécurité », « Réglementation juridique du commerce électronique », « Pratique de résolution des litiges d'information », « Gestion de projet informatique », « Droit des média ». La discipline académique « Droit de l'Internet » est enseignée dans des universités russes et étrangères.
Ilya Rassolov détient plusieurs brevets d'invention et certificats de résultats de propriété intellectuelle,.

### Contributions scientifiques

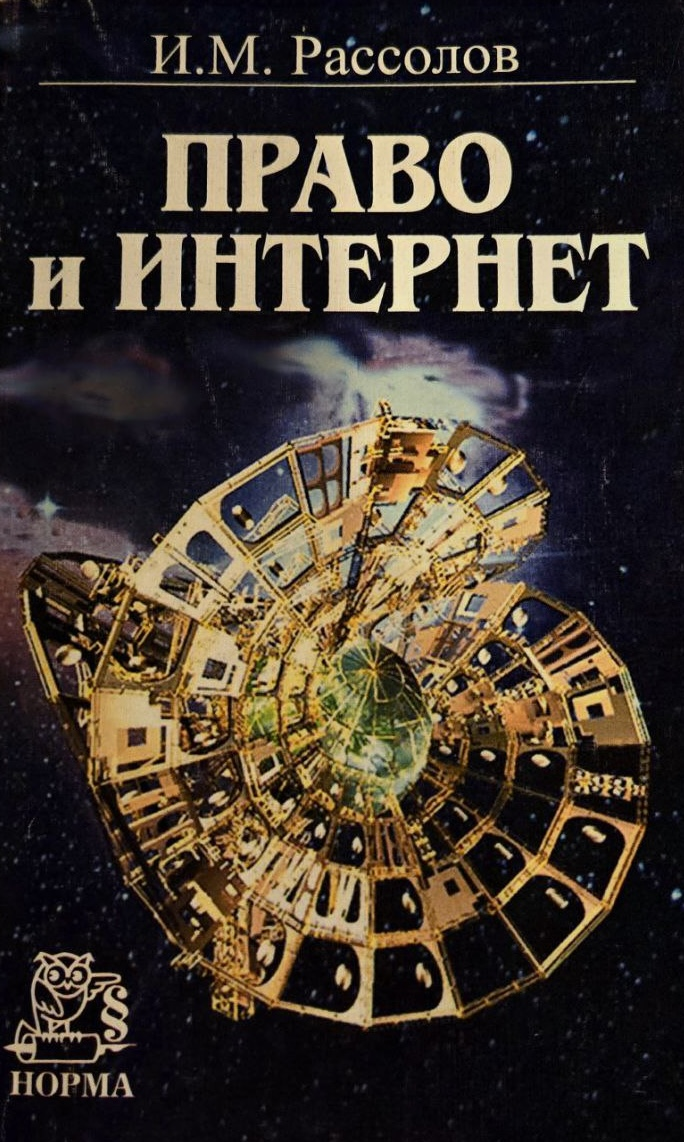
I.M. Rassolov Le droit et I'Internet. Problèmes théoriques.1re éd. 2003.

Ilya Rassolov est l'auteur du premier concept de droit du cyberespace (droit de l'Internet) pour la science juridique russe,. Il a proposé une nouvelle approche des problèmes théoriques de l'interaction entre le droit et le cyberespace en tant que phénomènes sociaux. Il a esquissé les principes fondamentaux et les conditions de fonctionnement du droit positif dans le cyberespace.
Il a étudié et défini l'interaction du droit du cyberespace avec le droit numérique, le droit des réseaux et le droit des médias, et a formulé un nouveau concept de droit des technologies humanitaires, révélant le lien entre le droit du cyberespace et la science de la vie.
C'est dans les travaux d'Ilya Rassolov que le concept de « contrats de réseau » (contrats intelligents) a été examiné en détail pour la première fois, et des définitions ont été fournies pour les « biens numériques souples », « propriété numérique », « empreinte numérique », ainsi que de nouveaux mécanismes de formation d'empreintes.
Le manuel « Droit de l'information » d'Ilya Rassolov, publié en 2010, a été le premier à définir le sujet du droit de l'information (dix types de relations d'information). Plus tard, il a conclu que de nouvelles relations d'information impliquant l'intelligence artificielle devraient être distinguées et qualifiées de « relations de co-participation ».
Il a formulé certaines généralisations scientifiques et propositions concernant les mécanismes réglementaires du futur réseaucérébral, ainsi que le statut juridique de nouveaux quasi-sujets – « personas électroniques ».
En 2019-2021, avec la professeure associée Svetlana Chubukova, ils ont fondé un nouvel institut juridique – l'institut de soutien juridique pour l'information génétique,,.

## Activité publique
- Ilya Rassolov est membre de plusieurs organisations publiques et de défense des droits de l'homme.
- Parmi elles se trouve le Bureau de Moscou pour les droits de l'homme[18].
- Il est arbitre Associé du Conseil spécialisé du Centre d'arbitrage de l'Union russe des industriels et entrepreneurs[19].
- Il occupe le poste de rédacteur en chef et est également membre du comité de rédaction de plusieurs revues scientifiques[20].

## Créativité littéraire
Auteur des recueils littéraires « Dans le pays des souvenirs », « La lumière du temple », « L'agitation des peintures silencieuses », « Anomalie », « Fille mexicaine ».

## Récompenses et titres
- Médaille de Saint Cyrille de Turov décernée par l'Exarque de toute la Biélorussie Filaret, 2007.
- Médaille d'or de Saint Serge de Radonège, première classe, 1997.
- Décerné plusieurs autres distinctions et détient des titres honorifiques.